# Élections cantonales de 1992 dans le Bas-Rhin
Les élections cantonales ont eu lieu les 22 et 29 mars 1992.
Lors de ces élections, 22 des 44 cantons du Bas-Rhin ont été renouvelés. Elles ont vu la reconduction de la majorité UDF dirigée par Daniel Hoeffel, président du conseil général depuis 1979.

## Résultats à l’échelle du département
Répartition départementale des résultats (2e tour).
- PS (10,18 %)
- Majorité (3,98 %)
- Verts (11,29 %)
- RPR (30,83 %)
- UDF (23,56 %)
- DVD (9,68 %)
- FN (10,47 %)

| Étiquette      | Étiquette                          | Premier tour | Premier tour | Second tour | Second tour | Sièges |
| Étiquette      | Étiquette                          | Voix         | %            | Voix        | %           | Sièges |
| -------------- | ---------------------------------- | ------------ | ------------ | ----------- | ----------- | ------ |
|                | Parti socialiste                   | 23 578       | 11,71        | 14 622      | 10,18       | 1      |
|                | Majorité présidentielle            | 10 037       | 4,98         | 5 711       | 3,98        | 1      |
|                | Parti communiste français          | 3 071        | 1,52         |             |             |        |
|                | Parti radical de gauche            | 112          | 0,06         |             |             |        |
| Gauche         | Gauche                             | 36 798       | 18,27        | 20 333      | 14,16       | 2      |
|                |                                    |              |              |             |             |        |
|                | Rassemblement pour la République   | 47 523       | 23,59        | 44 276      | 30,83       | 8      |
|                | Union pour la démocratie française | 33 586       | 16,67        | 33 832      | 23,56       | 8      |
|                | Front national                     | 30 339       | 15,06        | 15 038      | 10,47       | 0      |
|                | Divers droite                      | 16 596       | 8,24         | 13 905      | 9,68        | 4      |
|                | Extrême droite                     | 6 734        | 3,34         |             |             |        |
| Droite         | Droite                             | 134 778      | 66,90        | 107 051     | 74,54       | 20     |
|                |                                    |              |              |             |             |        |
|                | Les Verts                          | 29 220       | 14,51        | 16 220      | 11,29       | 0      |
|                | Génération écologie                | 631          | 0,31         |             |             |        |
| Écologistes    | Écologistes                        | 29 851       | 14,82        | 16 220      | 11,29       | 0      |
|                |                                    |              |              |             |             |        |
| Inscrits       | Inscrits                           | 311 857      | 100,00       | 255 459     | 100,00      |        |
| Abstention     | Abstention                         | 101 195      | 32,45        | 104 764     | 41,01       |        |
| Votants        | Votants                            | 210 662      | 67,55        | 150 695     | 58,99       |        |
| Blancs et nuls | Blancs et nuls                     | 9 235        | 4,38         | 7 091       | 4,71        |        |
| Exprimés       | Exprimés                           | 201 427      | 95,62        | 143 604     | 95,29       |        |

## Résultats par canton

### Canton de Geispolsheim
| Candidats      | Candidats       | Étiquette      | Premier tour | Premier tour | Second tour | Second tour |
| Candidats      | Candidats       | Étiquette      | Voix         | %            | Voix        | %           |
| -------------- | --------------- | -------------- | ------------ | ------------ | ----------- | ----------- |
|                | Marcel Geistel* | RPR            | 6 231        | 49,54        | 6 314       | 57,92       |
|                | Philippe Mairel | Verts          | 2 379        | 18,92        | 2 665       | 24,45       |
|                | Marilene Heitz  | FN             | 2 097        | 16,67        | 1 923       | 17,64       |
|                | Francis Rohmer  | PS             | 1 604        | 12,75        |             |             |
|                | José Hamm       | PCF            | 266          | 2,11         |             |             |
|                |                 |                |              |              |             |             |
| Inscrits       | Inscrits        | Inscrits       | 18 899       | 100,00       | 18 899      | 100,00      |
| Abstention     | Abstention      | Abstention     | 5 641        | 29,85        | 7 643       | 40,44       |
| Votants        | Votants         | Votants        | 13 258       | 70,15        | 11 256      | 59,56       |
| Blancs et nuls | Blancs et nuls  | Blancs et nuls | 681          | 5,14         | 354         | 3,14        |
| Exprimés       | Exprimés        | Exprimés       | 12 577       | 94,86        | 10 902      | 96,86       |

*sortant

### Canton d'Illkirch-Graffenstaden
| Candidats      | Candidats        | Étiquette      | Premier tour | Premier tour | Second tour | Second tour |
| Candidats      | Candidats        | Étiquette      | Voix         | %            | Voix        | %           |
| -------------- | ---------------- | -------------- | ------------ | ------------ | ----------- | ----------- |
|                | Antoine Wach     | RPR            | 6 220        | 30,09        | 8 271       | 47,12       |
|                | Georges Noth     | FN             | 3 604        | 17,43        | 3 866       | 22,03       |
|                | Fabien Foesser   | Verts          | 3 371        | 16,31        | 5 415       | 30,85       |
|                | Yves Bur         | UDF            | 3 336        | 16,14        | Retrait     | Retrait     |
|                | Jacques Bigot    | PS             | 2 650        | 12,82        |             |             |
|                | Michel Feuillas  | EXD            | 1 180        | 5,71         |             |             |
|                | Suzanne Thominet | PCF            | 311          | 1,50         |             |             |
|                |                  |                |              |              |             |             |
| Inscrits       | Inscrits         | Inscrits       | 33 300       | 100,00       | 33 301      | 100,00      |
| Abstention     | Abstention       | Abstention     | 11 852       | 35,59        | 15 208      | 45,67       |
| Votants        | Votants          | Votants        | 21 448       | 64,41        | 18 093      | 54,33       |
| Blancs et nuls | Blancs et nuls   | Blancs et nuls | 776          | 3,62         | 541         | 2,99        |
| Exprimés       | Exprimés         | Exprimés       | 20 672       | 96,38        | 17 552      | 97,01       |

### Canton de Marmoutier
| Candidats      | Candidats            | Étiquette      | Premier tour | Premier tour | Second tour | Second tour |
| Candidats      | Candidats            | Étiquette      | Voix         | %            | Voix        | %           |
| -------------- | -------------------- | -------------- | ------------ | ------------ | ----------- | ----------- |
|                | Jacques Felli*       | UDF            | 2 506        | 44,63        | 2 543       | 48,74       |
|                | Gérard Brucker       | Verts          | 1 259        | 22,42        | 1 186       | 22,73       |
|                | Jean-Claude Weil     | PS             | 973          | 17,33        | 870         | 16,67       |
|                | Robert Martig        | FN             | 832          | 14,82        | 619         | 11,86       |
|                | Astrid Biberian-Bilz | PCF            | 45           | 0,80         |             |             |
|                |                      |                |              |              |             |             |
| Inscrits       | Inscrits             | Inscrits       | 7 578        | 100,00       | 7 577       | 100,00      |
| Abstention     | Abstention           | Abstention     | 1 607        | 21,21        | 2 221       | 29,31       |
| Votants        | Votants              | Votants        | 5 971        | 78,79        | 5 356       | 70,69       |
| Blancs et nuls | Blancs et nuls       | Blancs et nuls | 356          | 5,96         | 138         | 2,58        |
| Exprimés       | Exprimés             | Exprimés       | 5 615        | 94,04        | 5 218       | 97,42       |

*sortant

### Canton de Mundolsheim
| Candidats      | Candidats          | Étiquette      | Premier tour | Premier tour | Second tour | Second tour |
| Candidats      | Candidats          | Étiquette      | Voix         | %            | Voix        | %           |
| -------------- | ------------------ | -------------- | ------------ | ------------ | ----------- | ----------- |
|                | Rémy Schlichter*   | RPR            | 5 738        | 33,07        | 8 000       | 56,69       |
|                | Denis Maurer       | Verts          | 3 319        | 19,13        | 6 112       | 43,31       |
|                | Jean-Louis Jessel  | FN             | 2 794        | 16,10        |             |             |
|                | Roland Mahr        | PS             | 2 115        | 12,19        |             |             |
|                | Jacques Cordonnier | EXD            | 1 736        | 10,01        |             |             |
|                | Robert Arnold      | DVD            | 1 428        | 8,23         |             |             |
|                | Marguerite Dupuis  | PCF            | 220          | 1,27         |             |             |
|                |                    |                |              |              |             |             |
| Inscrits       | Inscrits           | Inscrits       | 28 586       | 100,00       | 28 582      | 100,00      |
| Abstention     | Abstention         | Abstention     | 10 343       | 36,18        | 13 697      | 47,92       |
| Votants        | Votants            | Votants        | 18 243       | 63,82        | 14 885      | 52,08       |
| Blancs et nuls | Blancs et nuls     | Blancs et nuls | 893          | 4,90         | 773         | 5,19        |
| Exprimés       | Exprimés           | Exprimés       | 17 350       | 95,10        | 14 112      | 94,81       |

*sortant

### Canton de Niederbronn-les-Bains
| Candidats      | Candidats         | Étiquette      | Premier tour | Premier tour | Second tour | Second tour |
| Candidats      | Candidats         | Étiquette      | Voix         | %            | Voix        | %           |
| -------------- | ----------------- | -------------- | ------------ | ------------ | ----------- | ----------- |
|                | Alfred Pfalzgraf* | RPR            | 5 669        | 41,64        | 6 453       | 51,00       |
|                | Charles Zimmer    | PS             | 3 421        | 25,13        | 5 711       | 45,14       |
|                | Guy Hemonet       | Verts          | 2 317        | 17,02        | Retrait     | Retrait     |
|                | Denis Blattner    | FN             | 2 039        | 14,98        | 488         | 3,86        |
|                | André Hemmerle    | PCF            | 169          | 1,24         |             |             |
|                |                   |                |              |              |             |             |
| Inscrits       | Inscrits          | Inscrits       | 20 037       | 100,00       | 20 036      | 100,00      |
| Abstention     | Abstention        | Abstention     | 5 654        | 28,22        | 6 653       | 33,21       |
| Votants        | Votants           | Votants        | 14 383       | 71,78        | 13 383      | 66,79       |
| Blancs et nuls | Blancs et nuls    | Blancs et nuls | 768          | 5,34         | 731         | 5,46        |
| Exprimés       | Exprimés          | Exprimés       | 13 615       | 94,66        | 12 652      | 94,54       |

*sortant

### Canton d'Obernai
| Candidats      | Candidats            | Étiquette      | Premier tour | Premier tour | Second tour | Second tour |
| Candidats      | Candidats            | Étiquette      | Voix         | %            | Voix        | %           |
| -------------- | -------------------- | -------------- | ------------ | ------------ | ----------- | ----------- |
|                | Marcel Edel          | DVD            | 1 739        | 20,28        | Retrait     | Retrait     |
|                | Robert Schweickart   | FN             | 1 532        | 17,87        | 1 978       | 25,33       |
|                | René Dubs*           | UDF            | 1 303        | 15,20        | 2 771       | 35,48       |
|                | Hugues Hartleyb      | DVD            | 1 213        | 14,15        | 3 061       | 39,19       |
|                | Thomas Meyer-Freund  | Verts          | 1 041        | 12,14        |             |             |
|                | Joseph Gillmann      | DVD            | 969          | 11,30        |             |             |
|                | Serge Gillmeth       | PS             | 701          | 8,17         |             |             |
|                | Marie-Jeanne Guillen | PCF            | 77           | 0,90         |             |             |
|                |                      |                |              |              |             |             |
| Inscrits       | Inscrits             | Inscrits       | 12 825       | 100,00       | 12 815      | 100,00      |
| Abstention     | Abstention           | Abstention     | 3 799        | 29,62        | 4 539       | 35,42       |
| Votants        | Votants              | Votants        | 9 026        | 70,38        | 8 276       | 64,58       |
| Blancs et nuls | Blancs et nuls       | Blancs et nuls | 451          | 5,00         | 466         | 5,63        |
| Exprimés       | Exprimés             | Exprimés       | 8 575        | 95,00        | 7 810       | 94,37       |

*sortant

### Canton de Saales
| Candidats      | Candidats            | Étiquette      | Premier tour | Premier tour |
| Candidats      | Candidats            | Étiquette      | Voix         | %            |
| -------------- | -------------------- | -------------- | ------------ | ------------ |
|                | Pierre Grandadam*    | RPR            | 1 071        | 62,52        |
|                | Guy-Michel Brandtner | PS             | 237          | 13,84        |
|                | Patricia Seingeot    | FN             | 196          | 11,44        |
|                | Marie-Louise Koune   | Verts          | 178          | 10,39        |
|                | André Wunschel       | PCF            | 31           | 1,81         |
|                |                      |                |              |              |
| Inscrits       | Inscrits             | Inscrits       | 2 502        | 100,00       |
| Abstention     | Abstention           | Abstention     | 688          | 27,50        |
| Votants        | Votants              | Votants        | 1 814        | 72,50        |
| Blancs et nuls | Blancs et nuls       | Blancs et nuls | 101          | 5,57         |
| Exprimés       | Exprimés             | Exprimés       | 1 713        | 94,43        |

*sortant

### Canton de Sarre-Union
| Candidats      | Candidats          | Étiquette      | Premier tour | Premier tour |
| Candidats      | Candidats          | Étiquette      | Voix         | %            |
| -------------- | ------------------ | -------------- | ------------ | ------------ |
|                | Marcel Wintzerith* | UDF            | 4 151        | 57,89        |
|                | Corine Lintz       | Verts          | 1 333        | 18,59        |
|                | André Blaise       | FN             | 1 315        | 18,34        |
|                | Charles Bruder     | DVD            | 271          | 3,78         |
|                | René Bauer         | PCF            | 100          | 1,39         |
|                |                    |                |              |              |
| Inscrits       | Inscrits           | Inscrits       | 10 804       | 100,00       |
| Abstention     | Abstention         | Abstention     | 3 185        | 29,48        |
| Votants        | Votants            | Votants        | 7 619        | 70,52        |
| Blancs et nuls | Blancs et nuls     | Blancs et nuls | 449          | 5,89         |
| Exprimés       | Exprimés           | Exprimés       | 7 170        | 94,11        |

*sortant

### Canton de Saverne
| Candidats      | Candidats       | Étiquette      | Premier tour | Premier tour | Second tour | Second tour |
| Candidats      | Candidats       | Étiquette      | Voix         | %            | Voix        | %           |
| -------------- | --------------- | -------------- | ------------ | ------------ | ----------- | ----------- |
|                | Emile Blessig*  | UDF            | 4 736        | 45,58        | 5 273       | 58,98       |
|                | René Weess      | FN             | 1 778        | 17,11        | 1 833       | 20,50       |
|                | Rémy Brandel    | RPR            | 1 557        | 14,98        | 1 834       | 20,51       |
|                | Colette Heitz   | Verts          | 1 338        | 12,88        |             |             |
|                | Fred Mayer      | PS             | 821          | 7,90         |             |             |
|                | Robert Hoffmann | PCF            | 161          | 1,55         |             |             |
|                |                 |                |              |              |             |             |
| Inscrits       | Inscrits        | Inscrits       | 14 980       | 100,00       | 14 980      | 100,00      |
| Abstention     | Abstention      | Abstention     | 4 036        | 26,94        | 5 631       | 37,59       |
| Votants        | Votants         | Votants        | 10 944       | 73,06        | 9 349       | 62,41       |
| Blancs et nuls | Blancs et nuls  | Blancs et nuls | 553          | 5,05         | 409         | 4,37        |
| Exprimés       | Exprimés        | Exprimés       | 10 391       | 94,95        | 8 940       | 95,63       |

*sortant

### Canton de Schiltigheim
| Candidats      | Candidats         | Étiquette      | Premier tour | Premier tour |
| Candidats      | Candidats         | Étiquette      | Voix         | %            |
| -------------- | ----------------- | -------------- | ------------ | ------------ |
|                | Alfred Muller*    | PS             | 5 012        | 52,26        |
|                | Roland Hertzog    | FN             | 1 585        | 16,53        |
|                | Marc Labaume      | UDF            | 1 230        | 12,83        |
|                | Jean-Marie Mengin | Verts          | 1 113        | 11,61        |
|                | Charles Wolff     | EXD            | 453          | 4,72         |
|                | Marcel Wolff      | PCF            | 197          | 2,05         |
|                |                   |                |              |              |
| Inscrits       | Inscrits          | Inscrits       | 17 320       | 100,00       |
| Abstention     | Abstention        | Abstention     | 7 426        | 42,88        |
| Votants        | Votants           | Votants        | 9 894        | 57,12        |
| Blancs et nuls | Blancs et nuls    | Blancs et nuls | 304          | 3,07         |
| Exprimés       | Exprimés          | Exprimés       | 9 590        | 96,93        |

*sortant

### Canton de Schirmeck
| Candidats      | Candidats          | Étiquette      | Premier tour | Premier tour | Second tour | Second tour |
| Candidats      | Candidats          | Étiquette      | Voix         | %            | Voix        | %           |
| -------------- | ------------------ | -------------- | ------------ | ------------ | ----------- | ----------- |
|                | Alain Ferry        | DVD            | 3 215        | 45,33        | 3 925       | 58,50       |
|                | François Moser*    | RPR            | 2 076        | 29,27        | 2 784       | 41,50       |
|                | Gérard Douvier     | PS             | 612          | 8,63         |             |             |
|                | Alice Morel        | GE             | 528          | 7,45         |             |             |
|                | Eugène Huck        | FN             | 297          | 4,19         |             |             |
|                | Armand Felder      | DVD            | 204          | 2,88         |             |             |
|                | Clément Renaudet   | Verts          | 104          | 1,47         |             |             |
|                | Jean-Paul Fabacher | PCF            | 56           | 0,79         |             |             |
|                |                    |                |              |              |             |             |
| Inscrits       | Inscrits           | Inscrits       | 9 590        | 100,00       | 9 590       | 100,00      |
| Abstention     | Abstention         | Abstention     | 2 310        | 24,09        | 2 625       | 27,37       |
| Votants        | Votants            | Votants        | 7 280        | 75,91        | 6 965       | 72,63       |
| Blancs et nuls | Blancs et nuls     | Blancs et nuls | 188          | 2,58         | 256         | 3,68        |
| Exprimés       | Exprimés           | Exprimés       | 7 092        | 97,42        | 6 709       | 96,32       |

*sortant

### Canton de Sélestat
| Candidats      | Candidats                 | Étiquette      | Premier tour | Premier tour | Second tour | Second tour |
| Candidats      | Candidats                 | Étiquette      | Voix         | %            | Voix        | %           |
| -------------- | ------------------------- | -------------- | ------------ | ------------ | ----------- | ----------- |
|                | Gilbert Esteve*           | PS             | 5 814        | 45,31        | 6 919       | 57,85       |
|                | Marie-Paule Sigwalt-Debes | UDF            | 3 626        | 28,26        | 5 042       | 42,15       |
|                | Christian Cotelle         | FN             | 1 611        | 12,56        |             |             |
|                | Jean-François Gueidan     | Verts          | 1 570        | 12,24        |             |             |
|                | Gilbert Hugel             | PCF            | 210          | 1,64         |             |             |
|                |                           |                |              |              |             |             |
| Inscrits       | Inscrits                  | Inscrits       | 18 665       | 100,00       | 18 665      | 100,00      |
| Abstention     | Abstention                | Abstention     | 5 173        | 27,71        | 6 067       | 32,50       |
| Votants        | Votants                   | Votants        | 13 492       | 72,29        | 12 598      | 67,50       |
| Blancs et nuls | Blancs et nuls            | Blancs et nuls | 661          | 4,90         | 637         | 5,06        |
| Exprimés       | Exprimés                  | Exprimés       | 12 831       | 95,10        | 11 961      | 94,94       |

*sortant

### Canton de Strasbourg-2
| Candidats      | Candidats              | Étiquette      | Premier tour | Premier tour | Second tour | Second tour |
| Candidats      | Candidats              | Étiquette      | Voix         | %            | Voix        | %           |
| -------------- | ---------------------- | -------------- | ------------ | ------------ | ----------- | ----------- |
|                | Gilbert Jost*          | UDF            | 1 376        | 29,33        | 1 657       | 44,75       |
|                | Jean-Jacques Gsell     | PS             | 1 179        | 25,13        | 1 204       | 32,51       |
|                | Jacques Fernique       | Verts          | 866          | 18,46        | 842         | 22,74       |
|                | Alma Ullmann-Jousselin | FN             | 732          | 15,60        |             |             |
|                | Yves Schoepfer         | EXD            | 256          | 5,46         |             |             |
|                | Christian Grosse       | PCF            | 164          | 3,50         |             |             |
|                | Raymond Leissner       | UDF            | 118          | 2,52         |             |             |
|                |                        |                |              |              |             |             |
| Inscrits       | Inscrits               | Inscrits       | 8 606        | 100,00       | 8 606       | 100,00      |
| Abstention     | Abstention             | Abstention     | 3 768        | 43,78        | 4 787       | 55,62       |
| Votants        | Votants                | Votants        | 4 838        | 56,22        | 3 819       | 44,38       |
| Blancs et nuls | Blancs et nuls         | Blancs et nuls | 147          | 3,04         | 116         | 3,04        |
| Exprimés       | Exprimés               | Exprimés       | 4 691        | 96,96        | 3 703       | 96,96       |

*sortant

### Canton de Strasbourg-6
| Candidats      | Candidats           | Étiquette      | Premier tour | Premier tour | Second tour | Second tour |
| Candidats      | Candidats           | Étiquette      | Voix         | %            | Voix        | %           |
| -------------- | ------------------- | -------------- | ------------ | ------------ | ----------- | ----------- |
|                | Ernest Rickert*     | RPR            | 2 666        | 28,98        | 3 649       | 43,42       |
|                | Walter Krieger      | FN             | 1 969        | 21,40        | 2 201       | 26,19       |
|                | Serge Oehler        | PS             | 1 842        | 20,02        | 2 554       | 30,39       |
|                | Michel Goeken       | Verts          | 1 288        | 14,00        |             |             |
|                | Jean-Yves Sohm      | EXD            | 587          | 6,38         |             |             |
|                | André Knoerr        | DVD            | 533          | 5,79         |             |             |
|                | Alice Schott-Breaud | PCF            | 204          | 2,22         |             |             |
|                | Guy Bouchon         | PRG            | 112          | 1,22         |             |             |
|                |                     |                |              |              |             |             |
| Inscrits       | Inscrits            | Inscrits       | 16 243       | 100,00       | 16 242      | 100,00      |
| Abstention     | Abstention          | Abstention     | 6 712        | 41,32        | 7 542       | 46,44       |
| Votants        | Votants             | Votants        | 9 531        | 58,68        | 8 700       | 53,56       |
| Blancs et nuls | Blancs et nuls      | Blancs et nuls | 330          | 3,46         | 296         | 3,40        |
| Exprimés       | Exprimés            | Exprimés       | 9 201        | 96,54        | 8 404       | 96,60       |

*sortant

### Canton de Strasbourg-7
| Candidats      | Candidats        | Étiquette      | Premier tour | Premier tour | Second tour | Second tour |
| Candidats      | Candidats        | Étiquette      | Voix         | %            | Voix        | %           |
| -------------- | ---------------- | -------------- | ------------ | ------------ | ----------- | ----------- |
|                | Daniel Hoeffel*  | UDF            | 3 240        | 44,48        | 4 161       | 69,57       |
|                | Alain Kauff      | PS             | 1 246        | 17,11        | 1 820       | 30,43       |
|                | Yvan Blot        | FN             | 1 132        | 15,54        |             |             |
|                | Mireille Metz    | Verts          | 1 042        | 14,31        |             |             |
|                | Chantal Spieler  | EXD            | 462          | 6,34         |             |             |
|                | Olivier Gebuhrer | PCF            | 162          | 2,22         |             |             |
|                |                  |                |              |              |             |             |
| Inscrits       | Inscrits         | Inscrits       | 12 180       | 100,00       | 12 180      | 100,00      |
| Abstention     | Abstention       | Abstention     | 4 685        | 38,46        | 5 900       | 48,44       |
| Votants        | Votants          | Votants        | 7 495        | 61,54        | 6 280       | 51,56       |
| Blancs et nuls | Blancs et nuls   | Blancs et nuls | 211          | 2,82         | 299         | 4,76        |
| Exprimés       | Exprimés         | Exprimés       | 7 284        | 97,18        | 5 981       | 95,24       |

*sortant

### Canton de Strasbourg-8
| Candidats      | Candidats                | Étiquette      | Premier tour | Premier tour | Second tour | Second tour |
| Candidats      | Candidats                | Étiquette      | Voix         | %            | Voix        | %           |
| -------------- | ------------------------ | -------------- | ------------ | ------------ | ----------- | ----------- |
|                | Fabienne Griesmar-Keller | DVD            | 1 562        | 18,73        | 3 715       | 64,95       |
|                | Jean-Louis Hoerle        | RPR            | 1 414        | 16,96        | 2 005       | 35,05       |
|                | Jean-Pierre Freani       | PS             | 1 405        | 16,85        |             |             |
|                | Francois Schultz         | FN             | 1 193        | 14,31        |             |             |
|                | Jacques Walch            | Verts          | 1 096        | 13,14        |             |             |
|                | Hervé Bussé*             | UDF            | 692          | 8,30         |             |             |
|                | Robert Spieler           | EXD            | 562          | 6,74         |             |             |
|                | André Huber              | DVD            | 181          | 2,17         |             |             |
|                | Albert Denni             | PCF            | 166          | 1,99         |             |             |
|                | Jacques Chevalier        | UDF            | 68           | 0,82         |             |             |
|                |                          |                |              |              |             |             |
| Inscrits       | Inscrits                 | Inscrits       | 14 493       | 100,00       | 14 493      | 100,00      |
| Abstention     | Abstention               | Abstention     | 5 871        | 40,51        | 8 182       | 56,45       |
| Votants        | Votants                  | Votants        | 8 622        | 59,49        | 6 311       | 43,55       |
| Blancs et nuls | Blancs et nuls           | Blancs et nuls | 283          | 3,28         | 591         | 9,36        |
| Exprimés       | Exprimés                 | Exprimés       | 8 339        | 96,72        | 5 720       | 90,64       |

*sortant

### Canton de Strasbourg-10
| Candidats      | Candidats                | Étiquette      | Premier tour | Premier tour | Second tour | Second tour |
| Candidats      | Candidats                | Étiquette      | Voix         | %            | Voix        | %           |
| -------------- | ------------------------ | -------------- | ------------ | ------------ | ----------- | ----------- |
|                | Alphonse Beck*           | UDF            | 1 750        | 28,19        | 3 278       | 60,61       |
|                | Christian Hochnedel      | FN             | 1 526        | 24,59        | 2 130       | 39,39       |
|                | Jean-Paul Koune          | Verts          | 955          | 15,39        |             |             |
|                | Jean-Claude Petitdemange | PS             | 929          | 14,97        |             |             |
|                | Madeleine Kempf          | EXD            | 468          | 7,54         |             |             |
|                | Roland Leonhard          | DVD            | 391          | 6,30         |             |             |
|                | Michelle Bardot          | PCF            | 188          | 3,03         |             |             |
|                |                          |                |              |              |             |             |
| Inscrits       | Inscrits                 | Inscrits       | 10 826       | 100,00       | 10 827      | 100,00      |
| Abstention     | Abstention               | Abstention     | 4 371        | 40,38        | 5 110       | 47,20       |
| Votants        | Votants                  | Votants        | 6 455        | 59,62        | 5 717       | 52,80       |
| Blancs et nuls | Blancs et nuls           | Blancs et nuls | 248          | 3,84         | 309         | 5,40        |
| Exprimés       | Exprimés                 | Exprimés       | 6 207        | 96,16        | 5 408       | 94,60       |

*sortant

### Canton de Truchtersheim
| Candidats      | Candidats             | Étiquette      | Premier tour | Premier tour | Second tour | Second tour |
| Candidats      | Candidats             | Étiquette      | Voix         | %            | Voix        | %           |
| -------------- | --------------------- | -------------- | ------------ | ------------ | ----------- | ----------- |
|                | Jean-Daniel Zeter     | UDF            | 2 611        | 28,21        | 4 711       | 63,55       |
|                | Jean-Pierre Schneider | RPR            | 2 125        | 22,96        | 2 702       | 36,45       |
|                | Michel Vogt           | Verts          | 1 105        | 11,94        |             |             |
|                | Damien Zimmermann     | FN             | 906          | 9,79         |             |             |
|                | Bernard Krieger       | PS             | 799          | 8,63         |             |             |
|                | Isabelle Dietrich     | EXD            | 598          | 6,46         |             |             |
|                | Claude Bronn          | DVD            | 517          | 5,59         |             |             |
|                | Paul Grasser          | DVD            | 487          | 5,26         |             |             |
|                | Daniel Rohr           | PCF            | 107          | 1,16         |             |             |
|                |                       |                |              |              |             |             |
| Inscrits       | Inscrits              | Inscrits       | 12 795       | 100,00       | 12 795      | 100,00      |
| Abstention     | Abstention            | Abstention     | 3 188        | 24,92        | 4 690       | 36,65       |
| Votants        | Votants               | Votants        | 9 607        | 75,08        | 8 105       | 63,35       |
| Blancs et nuls | Blancs et nuls        | Blancs et nuls | 352          | 3,66         | 692         | 8,54        |
| Exprimés       | Exprimés              | Exprimés       | 9 255        | 96,34        | 7 413       | 91,46       |

### Canton de Ville
| Candidats      | Candidats         | Étiquette      | Premier tour | Premier tour | Second tour | Second tour |
| Candidats      | Candidats         | Étiquette      | Voix         | %            | Voix        | %           |
| -------------- | ----------------- | -------------- | ------------ | ------------ | ----------- | ----------- |
|                | René Haag         | DVD            | 1 873        | 34,08        | 3 204       | 60,90       |
|                | Jean-Marie Caro*  | UDF            | 1 399        | 25,45        | 2 057       | 39,10       |
|                | Alain Kauss       | Verts          | 695          | 12,65        |             |             |
|                | Jean-Louis Guiot  | DVD            | 599          | 10,90        |             |             |
|                | Alain Antonini    | FN             | 563          | 10,24        |             |             |
|                | Jean Haussmann    | DVD            | 219          | 3,98         |             |             |
|                | Christian Jaeg    | GE             | 103          | 1,87         |             |             |
|                | AlexAndré Guillen | PCF            | 45           | 0,82         |             |             |
|                |                   |                |              |              |             |             |
| Inscrits       | Inscrits          | Inscrits       | 7 192        | 100,00       | 7 191       | 100,00      |
| Abstention     | Abstention        | Abstention     | 1 449        | 20,15        | 1 674       | 23,28       |
| Votants        | Votants           | Votants        | 5 743        | 79,85        | 5 517       | 76,72       |
| Blancs et nuls | Blancs et nuls    | Blancs et nuls | 247          | 4,30         | 256         | 4,64        |
| Exprimés       | Exprimés          | Exprimés       | 5 496        | 95,70        | 5 261       | 95,36       |

*sortant

### Canton de Wasselonne
| Candidats      | Candidats         | Étiquette      | Premier tour | Premier tour |
| Candidats      | Candidats         | Étiquette      | Voix         | %            |
| -------------- | ----------------- | -------------- | ------------ | ------------ |
|                | Joseph Ostermann* | RPR            | 6 372        | 66,64        |
|                | Michel Schliffer  | Verts          | 1 317        | 13,77        |
|                | Gérard Bonnet     | FN             | 1 203        | 12,58        |
|                | Jacques Vasse     | PS             | 576          | 6,02         |
|                | Ingeborg Lejarre  | PCF            | 94           | 0,98         |
|                |                   |                |              |              |
| Inscrits       | Inscrits          | Inscrits       | 13 795       | 100,00       |
| Abstention     | Abstention        | Abstention     | 3 739        | 27,10        |
| Votants        | Votants           | Votants        | 10 056       | 72,90        |
| Blancs et nuls | Blancs et nuls    | Blancs et nuls | 494          | 4,91         |
| Exprimés       | Exprimés          | Exprimés       | 9 562        | 95,09        |

*sortant

### Canton de Wissembourg
| Candidats      | Candidats        | Étiquette      | Premier tour | Premier tour |
| Candidats      | Candidats        | Étiquette      | Voix         | %            |
| -------------- | ---------------- | -------------- | ------------ | ------------ |
|                | Pierre Bertrand* | RPR            | 4 418        | 54,63        |
|                | Bernard Weigel   | DVD            | 1 195        | 14,78        |
|                | Daniel Vejux     | FN             | 814          | 10,07        |
|                | Catherine Pint   | PS             | 810          | 10,02        |
|                | Bernard Keller   | Verts          | 805          | 9,95         |
|                | Jean-Loup Engel  | PCF            | 45           | 0,56         |
|                |                  |                |              |              |
| Inscrits       | Inscrits         | Inscrits       | 11 944       | 100,00       |
| Abstention     | Abstention       | Abstention     | 3 474        | 29,09        |
| Votants        | Votants          | Votants        | 8 470        | 70,91        |
| Blancs et nuls | Blancs et nuls   | Blancs et nuls | 383          | 4,52         |
| Exprimés       | Exprimés         | Exprimés       | 8 087        | 95,48        |

*sortant

### Canton de Wœrth
| Candidats      | Candidats              | Étiquette      | Premier tour | Premier tour | Second tour | Second tour |
| Candidats      | Candidats              | Étiquette      | Voix         | %            | Voix        | %           |
| -------------- | ---------------------- | -------------- | ------------ | ------------ | ----------- | ----------- |
|                | Benoit Rabot           | RPR            | 1 966        | 32,16        | 2 264       | 38,65       |
|                | Guy-Dominique Kennel   | UDF            | 1 444        | 23,62        | 2 339       | 39,93       |
|                | Gilbert Liehn          | PS             | 869          | 14,21        | 1 255       | 21,42       |
|                | Viviane Aschendrascher | Verts          | 729          | 11,92        |             |             |
|                | Christophe Knoepfler   | FN             | 621          | 10,16        |             |             |
|                | Joseph Keller          | EXD            | 432          | 7,07         |             |             |
|                | Pierre Arnold          | PCF            | 53           | 0,87         |             |             |
|                |                        |                |              |              |             |             |
| Inscrits       | Inscrits               | Inscrits       | 8 697        | 100,00       | 8 680       | 100,00      |
| Abstention     | Abstention             | Abstention     | 2 224        | 25,57        | 2 595       | 29,90       |
| Votants        | Votants                | Votants        | 6 473        | 74,43        | 6 085       | 70,10       |
| Blancs et nuls | Blancs et nuls         | Blancs et nuls | 359          | 5,55         | 227         | 3,73        |
| Exprimés       | Exprimés               | Exprimés       | 6 114        | 94,45        | 5 858       | 96,27       |